# 丹尼爾·卡利朱里
丹尼爾·卡利朱里（義大利語：Daniel Caligiuri；1988年1月15日—）是德國的一位足球運動員，場上司職中場和右翼衛。

## 俱樂部生涯

### 沙尔克04
2017年1月25日，卡利朱里加盟德甲球隊沙尔克04，合同期为三年半。

### 奧格斯堡
2020年6月29日，卡利朱里在賽季結束後以免費轉會的身份從沙尔克04加盟奧格斯堡足球俱樂部，他簽署了為期三年的合約。

## 個人生活
卡利朱里擁有義大利血統，他的哥哥馬爾科·卡利朱里也是名足球運動員，現已退役。

## 榮譽

### 俱樂部
狼堡
- 德国足协杯冠軍：2014–15賽季
- 德國超級盃冠軍：2015年